# Sinner
Синер (енгл. Sinner) је немачка је хард рок и хеви метал група. Основао ју је басиста и певач Матијас Лаш (познатији под уметничким именом Мат Синер).

## Дискографија

### Студијски албуми
- (1982)
- (1983)
- (1984)
- (1985)
- (1986)
- (1987)
- (1990)
- (1992)
- (1994)
- (1995)
- (1997)
- (1998)
- (2001)
- (2003)
- (2007)
- (2008)
- (2011)
- (2013)

### Концертни Албуми
- (1996)

### Компилације
- (1995)
- (1995)
- (1998)
- (са три нове песме) (1999)
- (1999)
- Jump the Gun - Collection (2009)

### Допринси албумима у част других бендова
- (песмом Balls to the Wall, 2000)
- (песмом The Sun Goes Down са Тин Лизи, 2001)
- (песмом The Sun Goes Down, 2001)